# Maik Brüggemeyer
Maik Brüggemeyer (* 1976 in Riesenbeck) ist ein deutscher Journalist, Kritiker, Übersetzer und Autor.

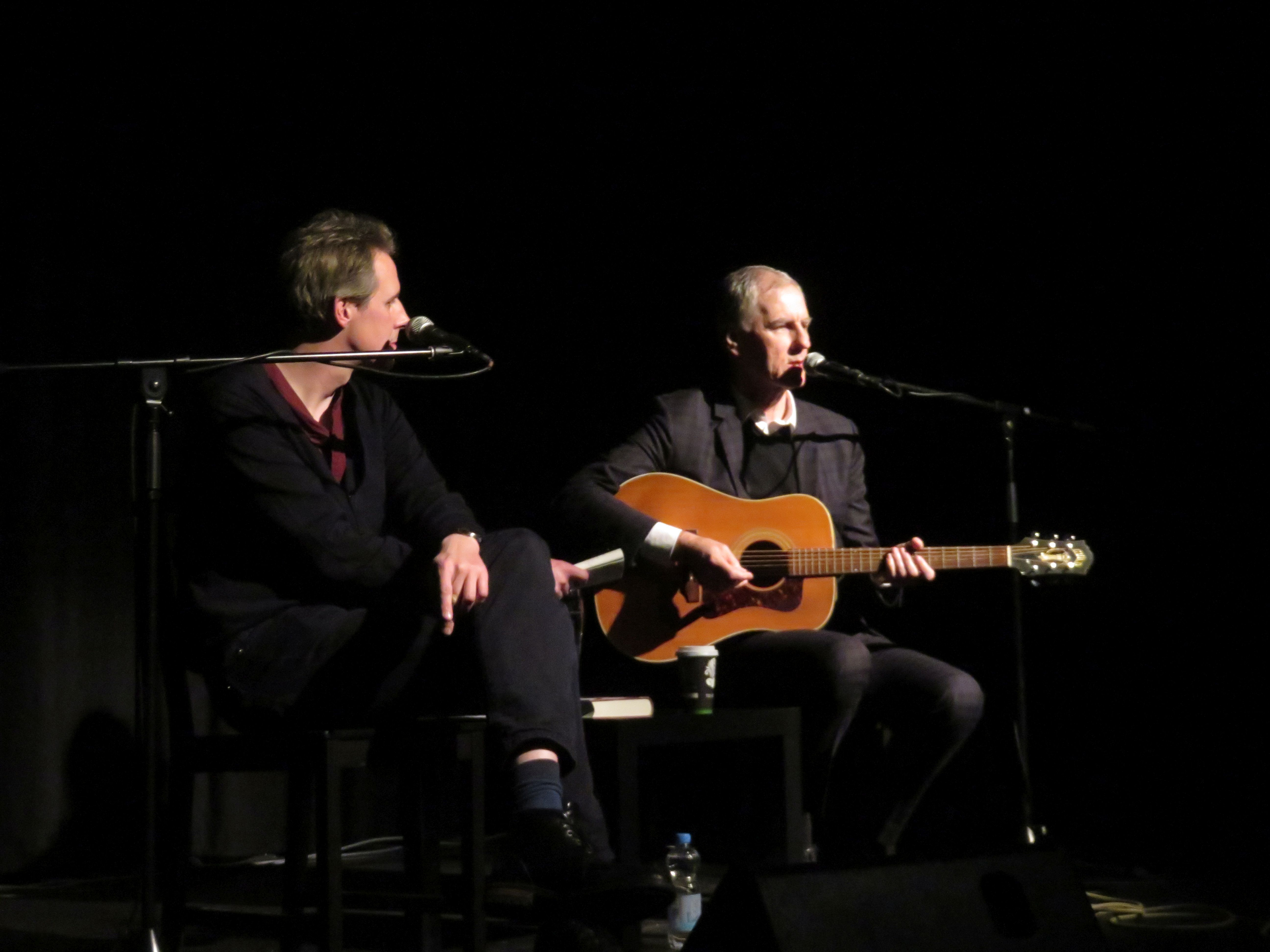
Maik Brüggemeyer (li.) als Moderator während einer Lesung mit Robert Forster (2017)

## Leben
Brüggemeyer studierte in Münster Politik-, Kommunikations- und Angewandte Kulturwissenschaften. Er wurde 2001 Redakteur der deutschen Ausgabe des Rolling Stone. Brüggemeyer schreibt dort über Musik, Literatur und Film. Als freier Autor rezensiert er für die Sendung „Büchermarkt“ des Deutschlandfunks Literatur.
2011 erschien sein Romandebüt Das Da-Da-Da-Sein im Aufbau Verlag. Er beschreibt darin das Zerbrechen einer Beziehung, unterfüttert durch philosophische und musikalische Zitate. Brüggemeyers zweiter Roman Catfish (2015) setzt sich spielerisch mit der Kunstfigur Bob Dylan auseinander.
2017 erschien Brüggemeyers deutsche Übersetzung der Memoiren des Go-Betweens-Songwriters Robert Forster, Grant & Ich. 2018 veröffentlichte er sein erstes Sachbuch, I've Been Looking For Frieden: Eine deutsche Geschichte in zehn Songs, in dem er anhand von populären Liedern wie Capri-Fischer, Franz Josef Degenhardts Deutscher Sonntag, Nenas 99 Luftballons oder Looking For Freedom in der Interpretation von David Hasselhoff die Geschichte der Bundesrepublik Deutschland erzählt.

## Veröffentlichungen
Romane
- Das Da-Da-Da-Sein. Aufbau Verlag, Berlin 2011.
- Catfish. Ein Bob-Dylan-Roman. Metrolit Verlag, Berlin 2015.

Sachbuch
- I've Been Looking For Frieden: Eine deutsche Geschichte in zehn Songs. Penguin Verlag, München 2018.
- Pop. Eine Gebrauchsanweisung. Penguin Verlag, München 2019.
- Schöner kann es gar nicht sein. The Beatles von 1957-1970. Andreas Reiffer Verlag, Meine 2021.

Als Herausgeber
- Maik Brüggemeyer (Hg.): Look Out Kid. Bob Dylans Lieder, unsere Geschichten. Ullstein Verlag, Berlin 2021.

Buchbeiträge
- Ralf von Appen und Thomas Phleps (Hg.): Pop Sounds: Klangtexturen in der Pop- und Rockmusik. Transcript Verlag, Bielefeld 2003.
- Ann-Kathrin Eckardt/Lukas Hillger (Hg.): Mama, das hast du schon fünf Mal erzählt! Rowohlt Verlag, Hamburg 2012.
- Thomas Kraft (Hg.): The Beat Goes On. Langen-Müller, München 2013.
- Sebastian Zabel/Arne Willander (Hg.): Rolling Stone: Das beste aus 20 Jahren. Metrolit, Berlin 2014.
- Teresa Präauer (Hg.): Neue Rundschau 2817/1: Poetische Ornithologie. S. Fischer Verlag, Frankfurt 2017.
- Frank Schäfer (Hg.): Hear 'Em All. Heavy Metal für die einsame Insel. Ventil Verlag, Mainz 2019.

Übersetzung
- Robert Forster: Grant & Ich, Heyne Encore, München 2017.